# قزقان درة (ديباج)
قزقان درة (بالفارسية: قزقان‌دره) هي قرية تقع في إيران في خراسان رضوي. يقدر عدد سكانها بـ 522 نسمة بحسب إحصاء 2016.